# Elymnias burmensis
Elymnias burmensis är en fjärilsart som beskrevs av Moore 1893-1896. Elymnias burmensis ingår i släktet Elymnias och familjen praktfjärilar. Inga underarter finns listade i Catalogue of Life.